# آنکیلیروروکا
آنکیلیروروکا (به لاتین: Ankiliroroka) یک منطقهٔ مسکونی در ماداگاسکار است که در بلنی تسیریبینا (ناحیه) واقع شده‌است. آنکیلیروروکا ۴٬۰۰۰ نفر جمعیت دارد و ۱۳۳ متر بالاتر از سطح دریا واقع شده‌است.